# Tossal Roi
Tossal Roi är en kulle i Spanien.   Den ligger i provinsen Provincia de Huesca och regionen Aragonien, i den nordöstra delen av landet, 400 km öster om huvudstaden Madrid. Toppen på Tossal Roi är 823 meter över havet, eller 127 meter över den omgivande terrängen. Bredden vid basen är 2,2 km.
Terrängen runt Tossal Roi är huvudsakligen lite kuperad. Runt Tossal Roi är det mycket glesbefolkat, med 6 invånare per kvadratkilometer. Närmaste större samhälle är Tamarit de Llitera / Tamarite de Litera, 18,9 km sydväst om Tossal Roi. Trakten runt Tossal Roi består till största delen av jordbruksmark.